# Gérard Philips
Gérard Philips (Sint-Truiden, 29 aprile 1899 – Lovanio, 14 luglio 1972) è stato un teologo e conciliarista belga.
Laureatosi alla Pontificia Università Gregoriana, dedicò i suoi studi principalmente alla teologia dogmatica. Temi centrali delle sue riflessioni teologiche furono quelli di carattere ecclesiologico, come la Grazia, la Chiesa, il Laicato, l'Ecumenismo. Fu segretario aggiunto della Commissione dottrinale del Concilio Vaticano II, durante il quale conobbe Joseph Ratzinger (futuro papa Benedetto XVI) e fu segretario-redattore maggiore della Costituzione Lumen Gentium.
Fu assistente di Azione Cattolica e partecipò ai Congressi Mondiali per l'Apostolato dei laici nel 1951 e nel 1957.